# I delitti di Anubi
I delitti di Anubi (The Anubis Slayings) è un romanzo di Paul Doherty del 1997, uscito in Italia nel 1999.

## Trama
Grazie al suo valore, Hatusu, la straordinaria vedova del Faraone Thutmosi II, ha obbligato la società egizia a riconoscerla come Faraone, aiutata dal successo in battaglia la cui voce oltrepassa le frontiere dell'Egitto. Nel tempio di Anubi, Hatusu e Tushratta, re sconfitto di Mitanni, si preparano a siglare un trattato di pace, la più grande vittoria della regina. Ma il re di Mitanni non vuole ancora dichiararsi sconfitto, e le sue spie tramano nell'ombra. Una notte, mentre i mediatori si radunano nel tempio di Anubi per trattare, due improvvisi omicidi nel tempio e l'inspiegabile furto della Gloria di Anubi, una sacra gemma, minacciano la tregua che incombe. Il giudice Amerotke deve trovare il colpevole, la Iena, la spia nemica che si nasconde sotto la maschera di Anubi, e salvare la pace già a rischio di morire sul nascere...

## Personaggi
- Amerotke: protagonista del libro e della serie. Giudice severo ma onesto, oltre che astuto e coraggioso.
- Hatusu: vedova di Thutmosi II, diverrà il Faraone Hatshepsut.
- Tushratta: re del regno di Mitanni, sconfitto nei libri precedenti.

## Edizioni

### Edizioni italiane
- Paul Doherty, I delitti di Anubi, traduzione di Igor Longo, Mantova, Mondadori, 2002,  p. 216, ISBN non esistente.